# Ernst 2. af Hohenlohe-Langenburg
Ernst 2., Fyrste til Hohenlohe-Langenburg (13. september 1863 – 11. december 1950) var den syvende og sidste fyrste af det mediatiserede tyske fyrstendømme Hohenlohe-Langeburg fra 1913 til 1918, hvorefter han var familieoverhoved for fyrstehuset Hohenlohe-Langenburg frem til sin død i 1950.
Han var regent i det tyske dobbelthertugdømme Sachsen-Coburg og Gotha fra 1900 til 1905 på vegne af sin hustrus mindreårige fætter Hertug Carl Eduard.

## Biografi
Prins Ernst blev født den 13. september 1863 i Langenburg i Sydtyskland som søn af Fyrst Hermann af Hohenlohe-Langenburg i hans ægteskab med prinsesse Leopoldine af Baden.
Fra 1900 til 1905 var han regent i det tyske dobbelthertugdømme Sachsen-Coburg og Gotha på vegne af sin hustrus mindreårige fætter Hertug Carl Eduard.
Ved faderens død i 1913 blev han fyrste. Han mistede dog sin titel, da monarkiet blev afskaffet i Tyskland ved Novemberrevolutionen i 1918. Uofficielt fortsatte brugen af fyrstetitlen dog, også efter 1918.
I 1936 blev han medlem af NSDAP.
Fyrst Ernst døde som 87-årig i Langenburg den 11. december 1950. Han blev efterfulgt som familieoverhoved af sin ældste søn, Gottfried.

## Ægteskab og børn
Arevprins Ernst giftede sig den 20. april 1896 i Coburg med prinsesse Alexandra af Sachsen-Coburg og Gotha. De fik fem børn:
- Gottfried (1897–1960), familieoverhoved for fyrstehuset Hohenlohe-Langenburg

⚭ 1931 Margarita af Grækenland (1905–1981),
- Marie Melita (1899–1967)

⚭ 1916 Frederik 2. af Slesvig-Holsten-Sønderborg-Glücksborg (1891–1965),
- Alexandra (1901–1963)
- Irma (1902–1986)
- Alfred († 1911)

## Eksterne links
- Wikimedia Commons har flere filer relateret til Ernst 2. af Hohenlohe-Langenburg

| Ernst 2.Huset HohenloheFødt: 13. september 1863 Død: 11. december 1950 |                                                                                   |                                            |
| Titler som regent                                                      |                                                                                   |                                            |
| Foregående: Hermann                                                    | Fyrste af Hohenlohe-Langenburg 1913 – 1918                                        | Efterfølgende: Ingen (Monarkiet afskaffet) |
| Titler i prætendens                                                    |                                                                                   |                                            |
| Foregående: Ingen (Monarkiet afskaffet)                                | — TITULÆR — Fyrste af Hohenlohe-Langenburg 1918 – 1950 Monarkiet afskaffet i 1918 | Efterfølgende: Gottfried                   |